# منشور سلطنتی

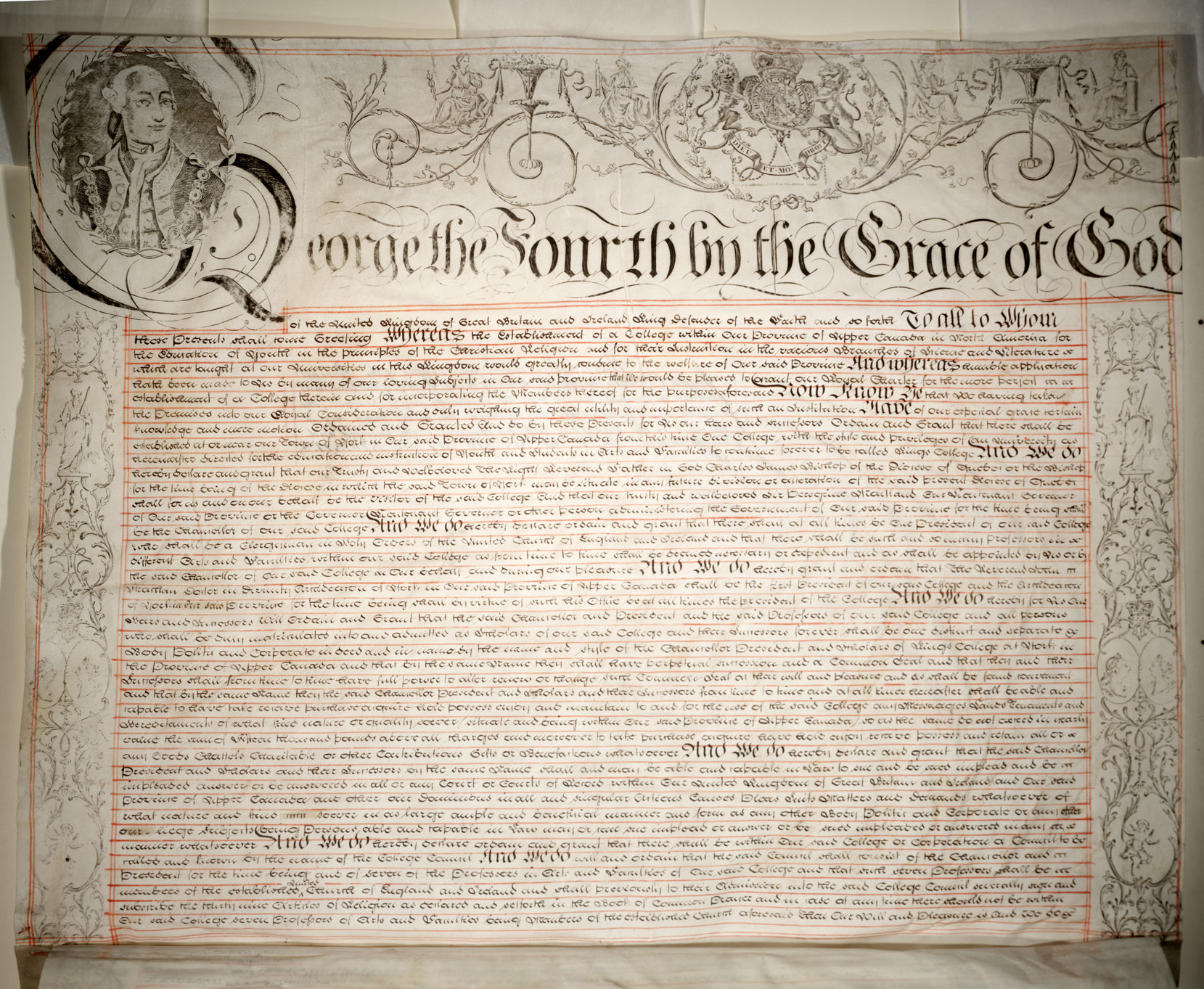
کالج کینگ، در دانشگاه تورنتو، با صدور این منشور سلطنتی بنا نهاده شد

منشور سلطنتی (انگلیسی: Royal charter) یک سند رسمی است که توسط یک پادشاه به عنوان نامه ثبت اختراع، اعطای حق یا قدرت به یک فرد، مؤسسه و انجمن سلطنتی و دولتی یا یک شرکت خصوصی صادر می‌شود و هنوز هم مورد استفاده برای ایجاد سازمان‌های قابل توجه مانند شهرستانها (با منشور شهرداری) یا دانشگاه است..
منشور باید از حکم و نامه‌های انتصاب مشخص و به عنوان دائمی باشد. به‌طور معمول و سنتی، منشور سلطنتی به عنوان یک کار با کیفیت بالای خوشنویسی در پوست گوساله تولید می‌شد. پادشاهی بریتانیا بیش از ۹۸۰ منشور سلطنتی را صادر کرده‌است که از این تعداد حدود ۷۵۰ عدد باقی مانده‌اند. اولین منشور در سال ۱۰۶۶ بود و قدیمی‌ترین منشور سلطنتی در Burgh اسکاتلند است و آخرین منشور در ۷ آوریل ۲۰۱۱ از طرف دربار انگلستان برای مؤسسه تخصصی و حکم مدیریت ورزش و فعالیت بدنی صادر شد.
منشور در اروپا از قرون وسطی مورد استفاده برای ایجاد و تأسیس شهرستانها و بخش‌ها با حقوق قانونی و امتیازات در نظر گرفته می‌شد.
معروفترین منشورهای سلطنتی: کمپانی هند شرقی (۱۶۰۰)، شرکت خلیج هودسون، استاندارد چارترد، شبه جزیره و بخار شرقی شرکت کشتیرانی تجاری (P & O)، شرکت انگلیسی آفریقای جنوبی، و برخی از مستعمرات سابق بریتانیا در سرزمین اصلی آمریکای شمالی، بانک انگلستان و بنگاه سخن پراکنی بریتانیا (بی‌بی‌سی) و... هستند.

## استرالیا
- انجمن پیشاهنگی استرالیا (۲۳ اوت ۱۹۶۷)

## دانشگاه‌ها و کالج
- دانشگاه سیدنی - منشور سلطنتی در (۳ فوریه ۱۸۵۸)
- دانشگاه تاسمانی - منشور سلطنتی در (۳۰اوت ۱۹۱۵)
- مؤسسه سلطنتی فناوری ملبورن

## شرکت‌ها و جوامع
- شرکت سرزمین ون DIEMEN یک منشور سلطنتی در سال ۱۸۲۵ دریافت کرد.

## سازمان‌های حرفه‌ای
- رویال کالج استرالیا - جراحان
- مؤسسه استرالیا - ساختمان
- مهندسین استرالیا
- مؤسسه حسابداران خبره استرالیا
- مؤسسه خبره Shipbrokers
- سلطنتی - کشاورزی و باغبانی جامعه استرالیای جنوبی
- سلطنتی - استرالیا و نیوزیلند - کالج روانپزشکان
- سلطنتی - انجمن توپخانه استرالیا
- سلطنتی - استرالیا و نیوزیلند - کالج متخصصان زنان و مامایی
- مؤسسه شیمیایی سلطنتی استرالیا
- مؤسسه خبره منشی‌ها و مدیران
- مؤسسه سلطنتی نقشه برداران خبره

## سازمان‌های دیگر
- سلطنتی - باشگاه خودرو - کوئینزلند
- سلطنتی - کشاورزی ملی و صنعتی - کوئینزلند
- انجمن سلطنتی هنر - کوئینزلند
- باشگاه گلف سلطنتی - کوئینزلند
- هنگ سلطنتی - کوئینزلند
- نمایش سلطنتی - کوئینزلند
- سلطنتی -اسکادران قایق بادبانی - کوئینزلند